# Air Koryo
Air Koryo (korejsky 고려항공 Korjo Hanggong) je jediná severokorejská letecká společnost se sídlem v Pchjongjangu. Jeho hlavním letištěm je Sunan, ze kterého zajišťuje vnitrostátní i mezinárodní spojení. Společnost byla založena v roce 1955 jako Chosonminhang, v roce 1992 byla na přání vlády KLDR přejmenována na nynější název Air Koryo.
V roce 2014 byla Air Koryo vyhodnocena společností Skytrax mezi 681 aerolinkami jako jediná jedno-hvězdičková,[zdroj?] toto hodnocení dostala společnost i v roce 2015.[zdroj?] Air Koryo se svými letadly (kromě dvou) nesmí do vzdušného prostoru Evropské unie kvůli nesplněným bezpečnostním požadavkům.

## Destinace
Air Koryo mělo v září 2016 tři pravidelné destinace: Peking, Šen-jang a Vladivostok, vnitrostátní spojení do Čchongdžinu, Hedžu, Hamhungu, Hjesanu, Kesongu, Kanggje, Kilju, Nampcho, Orangu, Samjiyonu, Sinuidžu a Wonsanu jsou pouze charterové. Od října 2020 Air Koryo pravidelné létá pouze mezi Pekingem a Pchjongjangem.
Mezinárodně Air Koryo pomocí charterových letů obsluhuje v roce 2020 čínská města Čchang-čchun, Ta-lien, Charbin, Ťi-nan, Čching-tao, Šanghaj, Šen-čen, Jongil, Čeng-čou, Kuvajt a Moskvu.

## Flotila

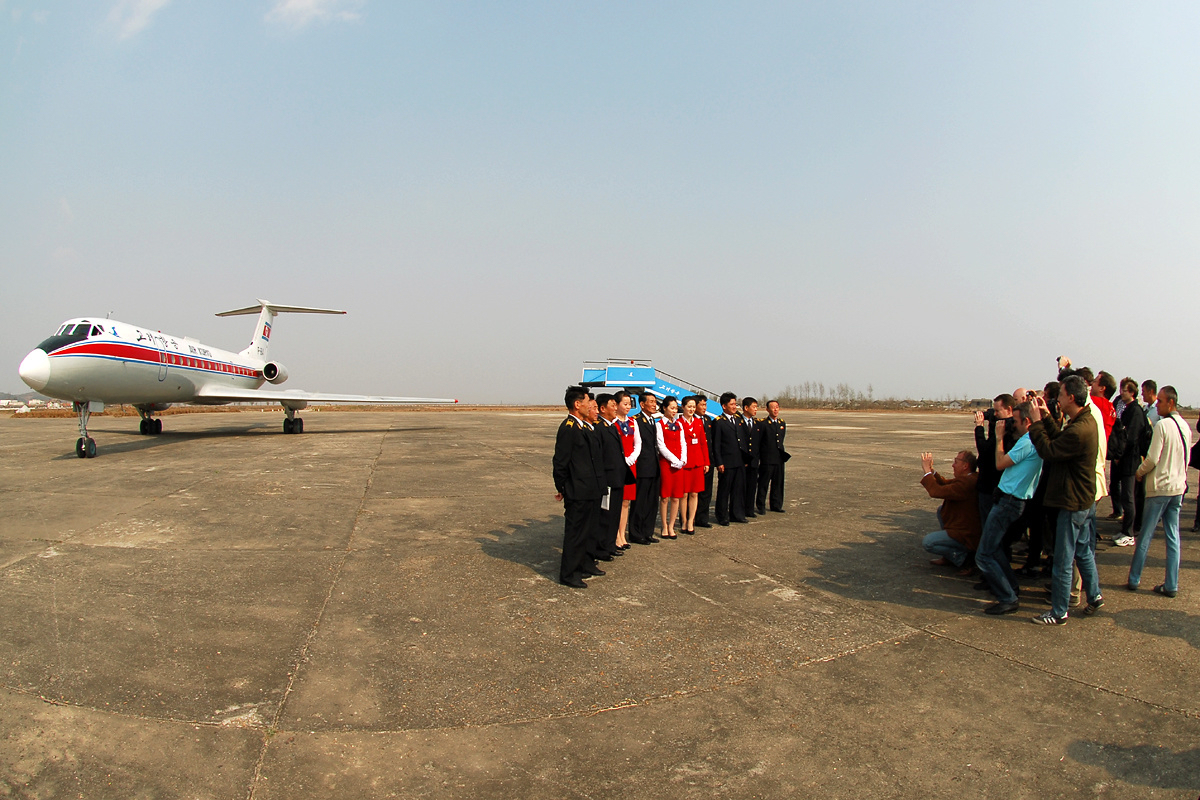
Tupolev Tu-134

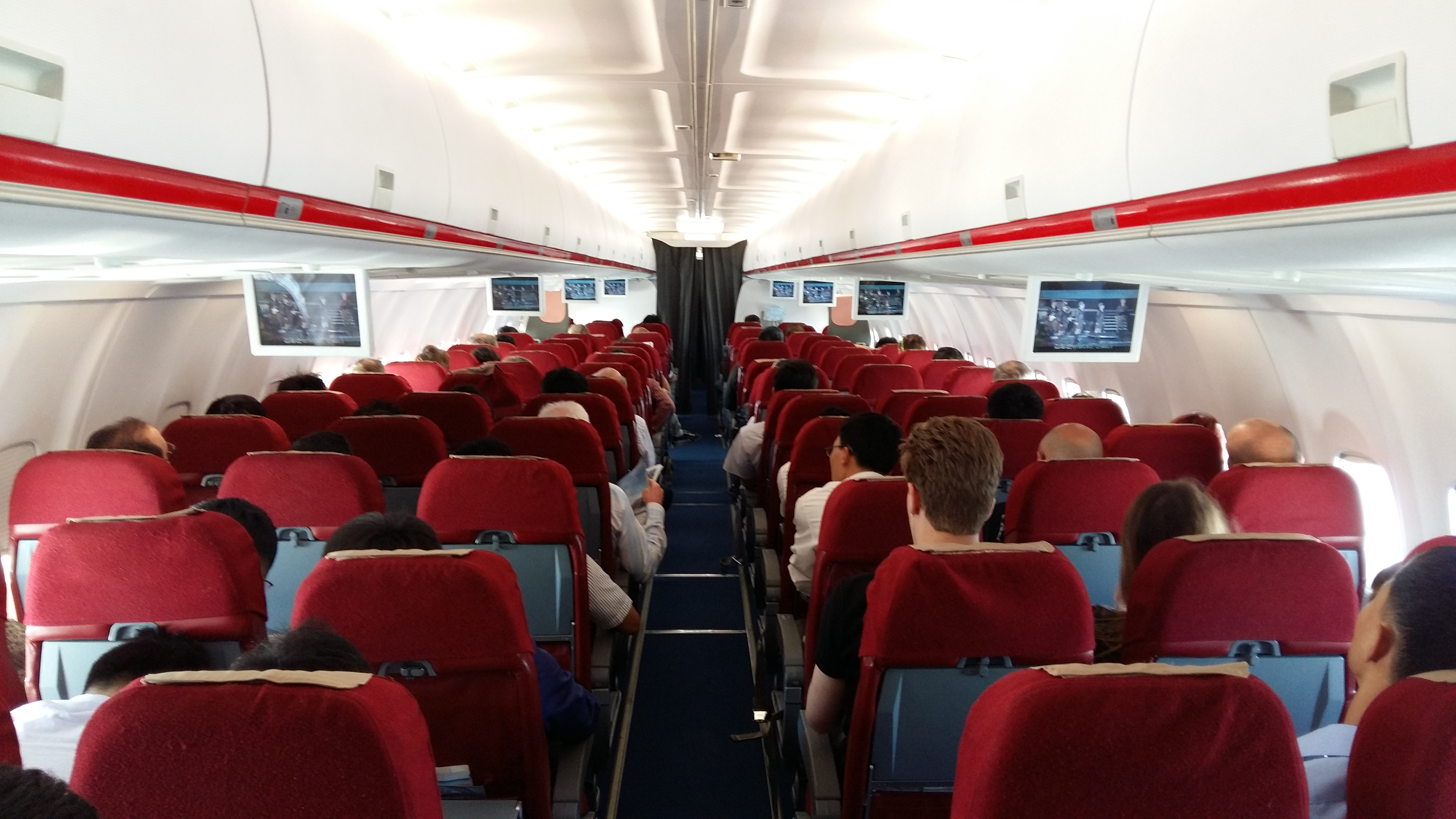
Turistická třída v letounu Tu-204 Air Koryo

Flotila se v červnu 2016 skládala z 19 letadel sovětské a ruské provenience:
| Letadlo             | V provozu | Objednané | Poznámky                         |
| ------------------- | --------- | --------- | -------------------------------- |
| Antonov An-24R/RV   | 3         | —         |                                  |
| Antonov An-148-100B | 2         | —         |                                  |
| Iljušin Il-18D      | 1         | —         |                                  |
| Iljušin Il-62M      | 4         | —         | Dva stroje slouží pro letku KLDR |
| Tupolev Tu-134B-3   | 2         | —         |                                  |
| Tupolev Tu-154B/B-2 | 4         | —         |                                  |
| Tupolev Tu-204-100B | 1         | —         |                                  |
| Tupolev Tu-204-300  | 1         | —         |                                  |
| Air Koryo Cargo     |           |           |                                  |
| Iljušin Il-76TD     | 3         | —         |                                  |
| Celkem              | 18        |           |                                  |

## Nehody
Přesto, že Air Koryo bývá označována jako "nejhorší letecká společnost" nebo "jednohvězdičková aerolinka" a na sociálních sítích se stává terčem vtipů, měla letecká společnost za svoji sedmdesátiletou kariéru jedinou smrtelnou nehodu, a to 1. července 1983, kdy iljušin Il-62M  havaroval v západní Africe do hornatého terénu v Guiney. Všech 23 lidí na palubě (17 cestujících a 6 členů posádky) na místě zemřelo. Letadlo letělo ze severokorejského Pchjongjangu do guinejského hlavního města Konakry, kde se měl příští rok konat summit Organizace africké jednoty, takže let sloužil coby transport dělníků a různého nákladu. Tato nehoda zůstává nejsmrtelnějším leteckým neštěstím v guinejské historii a byla desátou ztrátou letounu Il-62 od jeho uvedení do provozu. Přesto, že příčina havárie nikdy nebyla zveřejněna, existuje podezření, že chyboval pilot, jehož jednání navíc ovlivnila únava.
Air Koryo mělo však několik incidentů, které neskončily ztrátami na životě.
- Dne 30. června 1979 utrpěl letoun Tupolev Tu-154B na letišti Ferihegy v maďarské Budapešti poškození podvozku a křídla. Při závěrečném přiblížení na dráhu 31 si pilot uvědomil, že letadlo nedoletí, a tak přitáhl příď letadla bez použití výkonu. Letadlo při tvrdém přistání narazilo pravým křídlem do země, čímž došlo ke značnému poškození konstrukce křídla. Letoun P-551 byl následně opraven a vrácen do provozu.[15]
- Dne 15. srpna 2006 letadlo Tupolev Tu-154B společnosti Air Koryo na letu JS152 vybočilo při přistání na mezinárodním letišti Beijing Capital International Airport z dráhy. Letoun byl od té doby uskladněn.[16] Už dříve, v roce 1976, byl tento letoun poškozen při pojíždění po dráze letounem Aeroflot Tu-104, který havaroval při vzletu.[17]
- Dne 22. července 2016 letadlo Tupolev Tu-204-300 společnosti Air Koryo na pravidelné lince JS15 z Pekingu do Pchjongjangu nouzově přistálo na mezinárodním letišti Šen-jang Tchao-sien kvůli hlášení o kouři v kabině. Cestující si museli nasadit kyslíkové masky.[18]